# 뉴올리언스 전투
뉴올리언스 전투(Battle of New Orleans)는 《헨트 조약》이 조인된 지 약 2주 후인 1815년 1월 8일 발발하여 1815년 1월 26일 종식된 전투로써 1812년 전쟁의 전투 중 하나이다. 이 전투는 1815년 1월 8일 신생국인 미국과 전 세계를 주름잡던 영국 간의 분쟁이 끝나가던 시점에 발생하였다. 얄궂게도 이 전투 전에 이미 전쟁 종식을 위한 협상이 이루어져 《헨트 조약》이 체결되었다. 하지만 이 소식은 미국 남부에서 교전 중인 미국과 영국의 군대에게 미처 전달되지 않았다. 뉴올리언스 지역에 주둔하고 있던 앤드루 잭슨 장군 휘하의 미국 군대는 당시 전 세계를 주름잡던 영국 군대를 격퇴하였다. 이 전투에서 영국군은 사상자와 포로를 합쳐 총 2,000명 이상의 병력 손실을 입었다. 뉴올리언스는 영국 해군이 미국의 남부 해역을 장악하는 데 거점이 되는 항구 도시였으나, 이 전투의 승리로 협정은 미국에게 유리한 조건으로 발효되었다.

## 전투의 배경
1814년 12월 12일 영국의 알렉산더 코크레인 경 휘하의 함대가 멕시코만(폰차트레인 호와 보르뉴 호 동쪽 부근)에 닻을 내렸다. 5척의 포함으로 구성된 토마스 에이피 캐츠비 존스 중위 휘하의 미군 소함대가 이를 저지했다.
12월 14일 니콜라스 로키어 대령이 :824 이끄는 약 1,200명의 영국 해군과 해병대는 소형 카로네이드 포로 무장된 대형 보트로 캐츠비 중위 휘하의 미군 소함대를 공격했다. 로키어 대령의 군대는 보르뉴 호 전투에서 캐츠비 중위의 군함을 침몰시켰다. 이 전투로 영국은 해군 17명이 사망했고, 77명이 부상당했다. :826 반면, 미군은 6명이 사망했고, 35명이 부상당했으며, 86명이 포로로 잡혔다. :826 이 전투에서 승리한 영국의 해군들은 보르뉴 호를 자유롭게 항해 할 수 있게 되었고, 존 킨 장군 휘하의 수천명의 영국 해군들은 뉴올리언스에서 동쪽으로 약 48 km 떨어진 피아섬에 정박하여 요새를 구축하였다.

## 12월 23일의 전투
12월 23일 아침, 케인과 1800명의 영국군 선봉대는 뉴올리언스에서 남쪽으로 14킬로미터 떨어진 미시시피강의 동쪽 강둑에 이르렀다. :62~64 케인은 강둑 도로를 거슬러 몇 시간 앞서 감으로써 그 도시를 공격할 수 있었다. 그 길은 뉴올리언즈까지 방비가 되어 있지 않았기 때문이다. 그러나, 그는 라코스테의 농장 :836에 캠프를 설치하고 보급부대가 도착하기를 기다리기로 하는 치명적인 결정을 하고 말았다. :6112월 23일 오후에, 앤드루 잭슨은 영국 군대의 야영지를 파악하고 난 뒤, "절대로 그들이 우리 땅에서 잠자지 않도록 하겠다"고 말했다고 전해진다. :259-263 그날 저녁 일찍, 잭슨은 2131명 :843 의 군사를 셋으로 나누어 이끌고 무방비상태에 있는 영국군을 북쪽에서 공격하였다. 그리고서 잭슨은 그 도시의 남쪽으로 4마일 떨어진 로드리게스 운하로 군사를 거두었다. 미군은 24명 사망, 115명 부상, 74명 실종, 영국군은 46명 사망, 167명 부상, 64명 실종으로 보고되었다. :61-64

## 1월 8일의 전투
1월 8일, 에드워드 페이컨엄 소장 휘하의 영국 군대는 미군에게 세 차례에 걸쳐 전면 공격을 단행했다. 이 모든 공격은 미군의 집중적인 포화로 격퇴당했고, 매 공격마다 영국군 사상자가 엄청나게 발생했다.